# Catocala badia
Catocala badia là một loài bướm đêm thuộc họ Erebidae. Nó được tìm thấy ở miền nam Maine và New Hampshire phía nam đến New York và Connecticut.

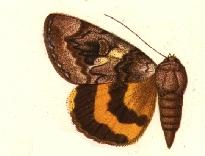
Catocala badia coelebs Illustration

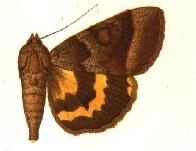
Catocala badia badia Illustration

Sải cánh dài 50–60 mm. Có thể có một lứa một năm.
Ấu trùng ăn Comptonia peregrina, Myrica cerifera và Myrica pensylvanica.

## Phụ loài
- Catocala badia badia
- Catocala badia coelebs Grote, 1874 (Ontario và New Hampshire)